# Rue Villebois-Mareuil (Paris)
Pour les articles homonymes, voir Rue Villebois-Mareuil.
La rue Villebois-Mareuil est une voie du 17e arrondissement de Paris, en France.

## Situation et accès
La rue Villebois-Mareuil est une voie publique située dans le 17e arrondissement de Paris. Elle débute au 40, avenue des Ternes et se termine au 25, rue Bayen.

## Origine du nom

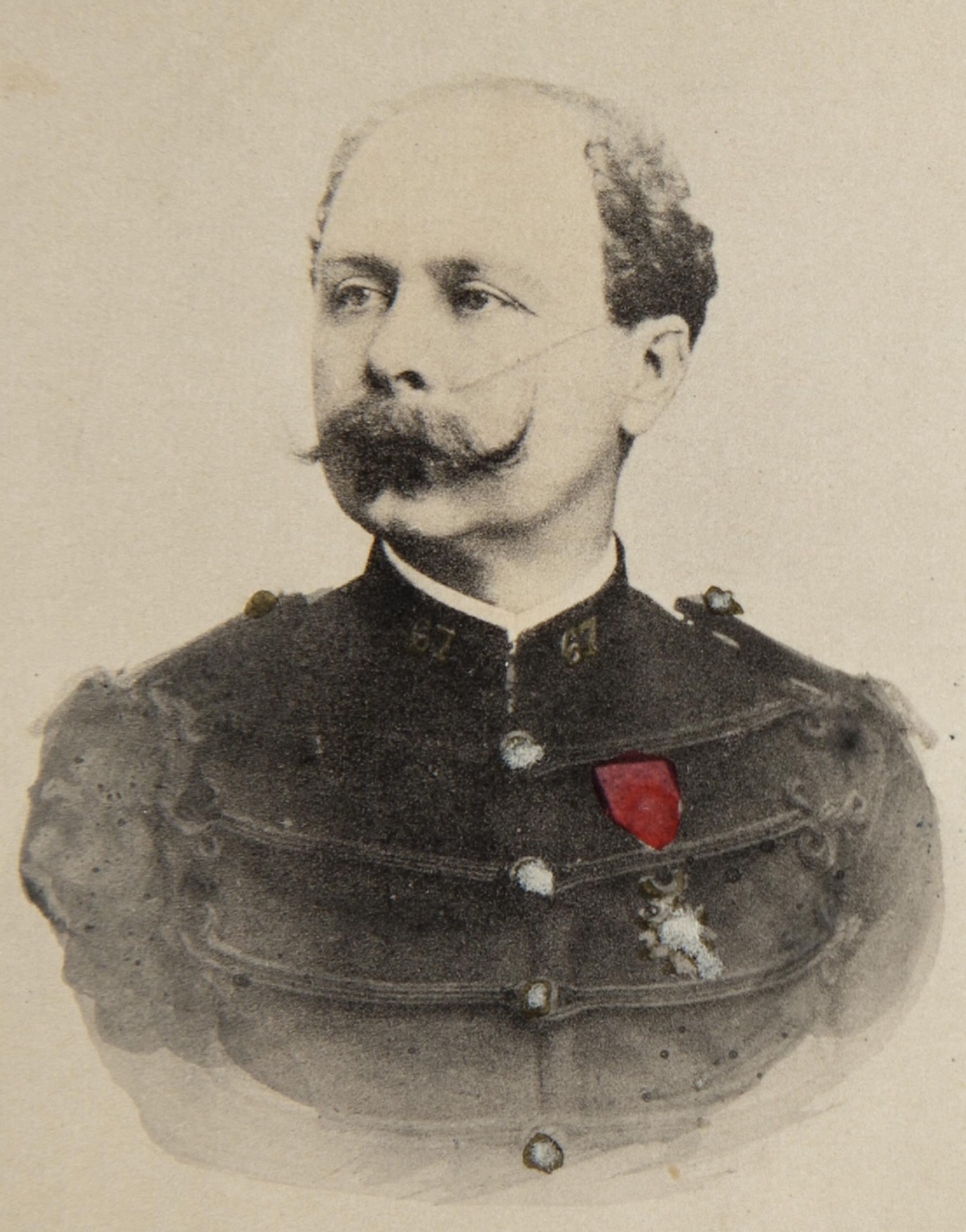
Georges de Villebois-Mareuil.

Cette voie porte le nom de Georges de Villebois-Mareuil (1847-1900), un colonel de l’armée française qui participa à la guerre des Boers contre les Anglais et y trouva la mort.
Il est à noter qu'une autre rue parisienne a porté ce nom, entre 1900 et 1904 : la rue des Frères-Périer.

## Historique
Cette voie ouverte en 1902 est classée dans la voirie parisienne par un décret du 30 octobre 1903 et prend sa dénomination actuelle par un arrêté du 20 janvier 1905.

## Bâtiments remarquables et lieux de mémoire
- No 2 : ancien siège de l'ambassade du Guatemala en France.